# 스타맨 존스
《스타맨 존스》(영어: Starman Jones)는 로버트 A. 하인라인의 1953년 장편 SF소설이다.